# (14466) Hodge
(14466) Hodge est un astéroïde de la ceinture principale.

## Description
(14466) Hodge est un astéroïde de la ceinture principale. Il fut découvert le 25 juillet 1993 à Manastash Ridge par Mark Hammergren. Il présente une orbite caractérisée par un demi-grand axe de 2,61 UA, une excentricité de 0,20 et une inclinaison de 17,2° par rapport à l'écliptique.

## Compléments